# Grand Island (Alger County, Michigan)
Grand Island ist eine in den Großen Seen gelegene Insel.

## Geographie
Die annäherungsweise acht Meilen lange und drei Meilen breite Insel macht den größten Teil des Grand Island Township aus, welches wiederum zu Alger County, Michigan gehört, und ist die größte Insel am südlichen Ufer des Oberen Sees.
Die nächste größere Siedlung ist die City Munising, welche knapp einen Kilometer südlich gegenüber der Insel am südlichen Rand der Munising Bay an der Mündung des Anna River liegt.

## Geschichte
Die Insel besitzt eine kontinuierliche Besiedlungsgeschichte, welche bis 2000 v. Chr. zurückreicht. Erste nachweisbare Besiedlungsspuren lassen sich den Anishinabe oder verwandten Stämmen zuordnen und weisen auf eine saisonale Nutzung der Insel hin, begünstigt durch die geschützte Lage der Insel und ergiebige Fischgründe.
Erste Kontakte zwischen auf der Insel lebenden Indianern und weißen Siedlern erfolgten im 18. Jahrhundert in Form von sporadischen Besuchen durch Trapper und Missionare.
Eine zunehmende Einbindung in den nordamerikanischen Pelzhandel lässt sich auf um das Jahr 1820 datieren, für welches sich ein von einem Pelzhändler errichtetes Überwinterungs-Blockhaus nachweisen lässt.
1841 ließ sich Abraham Williams als erster weißer Siedler permanent auf Grand Island nieder. Mit der Erlaubnis des lokalen Stammesführers eröffnete Williams einen Handelsposten am südlichen Ende der Insel und lebte dort bis zu seinem Tod 1871 mit seiner Familie. Bald darauf wurde die Insel von William Mather, dem Präsidenten der Cleveland Cliffs Iron Company, erworben. Von den wenigen heute noch erhaltenen Blockhäusern stammen die meisten aus dieser Zeit und wurden von Mather oder Angestellten seines Unternehmens errichtet. Mather selbst vermietete viele dieser Blockhäuser und ließ auch ein kleines Hotel bauen.
Anfang der 1990er Jahre wurde die Insel von dem, dem Landwirtschaftsministerium der Vereinigten Staaten unterstellten, United States Forest Service erworben und in eine National Recreation Area umgewandelt. Heute wird die Insel vor allem von Wanderern, Radfahrern und Campern besucht.

### Grand Island Archaeological Program
Seit 2001 besteht das Grand Island Archaeological Program, eine Zusammenarbeit zwischen der Illinois State University und dem Hiawatha National Forest. Das Programm führt großflächige Ausgrabungen und Kartierungen archäologischer Funde durch, um ein detailliertes Bild der Besiedlungsgeschichte der Insel zu erhalten. Ferner dient es dazu, Archäologiestudenten in archäologischer Feldforschung zu schulen. Das dritte Ziel des Programmes ist es, Besuchern der Insel die erworbenen Erkenntnisse über die Geschichte von Grand Island, unter anderem durch Touren zu aktuellen Ausgrabungen, zu vermitteln. Im Zuge des Projektes wurden bisweilen mehr als 200 archäologische Fundstellen dokumentiert.
An dem Programm teilnehmende Studenten werden auf der Insel in der historischen Mather Lodge untergebracht.